# Esperanto-USA
Esperanto-USA (conocida hasta el 2007 como la Liga Esperantista de Norteamérica; en Esperanto, Esperanto-Ligo por Norda Ameriko, ELNA) es la organización nacional de Esperanto en Estados Unidos, fundada en el año 1952, en Sacramento, California, y después de no muchos años sustituyó a una organización anterior, la Asociación Norteamericana de Esperanto (EANA, Esperanto-Asocio de Norda Ameriko), como la principal organización esperantista en Estados Unidos.
ELNA administra la mayor librería de Esperanto en América. Edita un boletín trimestral, Usona Esperantisto. También edita a veces libros sobre Esperanto. Su dirección la constituyen el presidente, vicepresidente, secretario, cajero, y aparte otras nueve personas; también tiene muchos comisionados con diversas tareas al interior del movimiento esperantista.
La organización tiene cada año, desde 1953 un congreso nacional, que suele ser en Estados Unidos pero a veces también en México (junto con la Federación Mexicana de Esperanto) o en Canadá (junto con la Asociación Canadiense de Esperanto).
La sección juvenil de Esperanto-USA es la Juventud Esperantista Estadounidense (USEJ, Usona Esperantista Junularo).
Esperanto-USA es la asociación nacional de Estados Unidos de la Asociación Universal de Esperanto (desde 1955/1956).

## Oficina Central
La Oficina Central, con un empleado, está en Sacramento, California. Amanda Schmidt es su director desde 2024. Vilĉjo Harris es el director anterior.